# プリンスリーギフト
プリンスリーギフト（Princely Gift、1951年 - 1973年）はイギリスの競走馬・種牡馬。鹿毛の牡のサラブレッド。
大種牡馬ナスルーラとイギリスで3勝したブルージェムの間に生まれ、競走馬としては1953年から1956年に23戦して9勝。勝ち鞍はクリアウエルステークス、モールトンステークス、チャレンジステークス、ハンガーフォードステークス、ポートランドハンデキャップなど。ほかにジュライステークス2着などがある。総獲得賞金は6,673ポンドであった。
1956年に引退し種牡馬入りすると、ナスルーラの後継種牡馬の一頭となった。1966年にはイギリスの2歳種牡馬ランキング3位、翌1967年には2位に付ける。産駒の傾向として、フロリバンダ、ファバージ、キングストループ、サンプリンス、ソーブレスドなど早熟で短距離が得意な馬を輩出した。
プリンスリーギフトの仔は、テスコボーイ、ファバージ、バーバーらが日本に輸出された。これらの成功を受け日本のサラブレッド生産界は、プリンスリーギフト産駒、さらにはラインゴールドやボイズィーボーイなどプリンスリーギフトの孫世代にあたる種牡馬まで次々に輸入した。その数は20頭以上にのぼる。その結果、日本では一時的にプリンスリーギフトの血を持つ馬が増加したが、日本以外の国では、プリンスリーギフトの血を持つ馬は希少となった。
プリンスリーギフト系の父系子孫としてはテスコボーイ系のものが比較的発展し、トウショウボーイ - ミスターシービー - ヤマニングローバルのラインが2000年代初頭まで、またエアジハードやサクラバクシンオーなどのサクラユタカオーを経たものは現在でも残っている。

## 血統表
| プリンスリーギフトの血統 | プリンスリーギフトの血統                                           | プリンスリーギフトの血統                                           | （血統表の出典）                                                   | （血統表の出典） |
| 父系                     | ナスルーラ系                                                       | ナスルーラ系                                                       | ナスルーラ系                                                       | [ § 2 ]          |
| 父 Nasrullah 1940 鹿毛   | 父の父Nearco 1935 黒鹿毛                                           | Pharos                                                             | Phalaris                                                           | Phalaris         |
| 父 Nasrullah 1940 鹿毛   | 父の父Nearco 1935 黒鹿毛                                           | Pharos                                                             | Scapa Flow                                                         |                  |
| 父 Nasrullah 1940 鹿毛   | 父の父Nearco 1935 黒鹿毛                                           | Nogara                                                             | Havresac                                                           | Havresac         |
| 父 Nasrullah 1940 鹿毛   | 父の父Nearco 1935 黒鹿毛                                           | Nogara                                                             | Catnip                                                             |                  |
| 父 Nasrullah 1940 鹿毛   | 父の母Mumtaz Begum 1932 鹿毛                                       | Blenheim                                                           | Blandford                                                          | Blandford        |
| 父 Nasrullah 1940 鹿毛   | 父の母Mumtaz Begum 1932 鹿毛                                       | Blenheim                                                           | Malva                                                              |                  |
| 父 Nasrullah 1940 鹿毛   | 父の母Mumtaz Begum 1932 鹿毛                                       | Mumtaz Mahal                                                       | The Tetrarch                                                       | The Tetrarch     |
| 父 Nasrullah 1940 鹿毛   | 父の母Mumtaz Begum 1932 鹿毛                                       | Mumtaz Mahal                                                       | Lady Josephine                                                     |                  |
| 母 Blue Gem 1943 鹿毛    | 母の父Blue Peter 1936 栗毛                                         | Fairway                                                            | Phalaris                                                           | Phalaris         |
| 母 Blue Gem 1943 鹿毛    | 母の父Blue Peter 1936 栗毛                                         | Fairway                                                            | Scapa Flow                                                         |                  |
| 母 Blue Gem 1943 鹿毛    | 母の父Blue Peter 1936 栗毛                                         | Fancy Free                                                         | Stefan the Great                                                   | Stefan the Great |
| 母 Blue Gem 1943 鹿毛    | 母の父Blue Peter 1936 栗毛                                         | Fancy Free                                                         | Celiba                                                             |                  |
| 母 Blue Gem 1943 鹿毛    | 母の母Sparkle 1935 栗毛                                            | Blandford                                                          | Swynford                                                           | Swynford         |
| 母 Blue Gem 1943 鹿毛    | 母の母Sparkle 1935 栗毛                                            | Blandford                                                          | Blanche                                                            |                  |
| 母 Blue Gem 1943 鹿毛    | 母の母Sparkle 1935 栗毛                                            | Gleam                                                              | Galloper Light                                                     | Galloper Light   |
| 母 Blue Gem 1943 鹿毛    | 母の母Sparkle 1935 栗毛                                            | Gleam                                                              | Eagerford                                                          |                  |
| 母系(F-No.)              | (FN:13号族(13-a))                                                  | (FN:13号族(13-a))                                                  | (FN:13号族(13-a))                                                  | [ § 3 ]          |
| 5代内の近親交配          | Pharos (Fairway) 3×3=25% Blandford4×3=18.75% The Tetrarch4×5=9.38% | Pharos (Fairway) 3×3=25% Blandford4×3=18.75% The Tetrarch4×5=9.38% | Pharos (Fairway) 3×3=25% Blandford4×3=18.75% The Tetrarch4×5=9.38% | [ § 4 ]          |
| 出典                     | 1. 2. 3. 4.                                                        | 1. 2. 3. 4.                                                        | 1. 2. 3. 4.                                                        | 1. 2. 3. 4.      |